# Saturday Erimuya
Saturday Erimuya, né le 10 janvier 1998 à Benin City au Nigeria, est un footballeur nigérian, qui évolue au poste de défenseur.

## Biographie

### Carrière en club
En janvier 2016, Saturday Erimuya rejoint le club turc du Kayseri Erciyesspor.

### Carrière internationale
Saturday Erimuya fait partie de la liste des 18 joueurs nigérians sélectionnés pour disputer les Jeux olympiques d'été de 2016.

## Palmarès
- Médaille de bronze aux Jeux olympiques d'été de 2016